# Ipotaurina deidrogenasi
La ipotaurina deidrogenasi è un enzima appartenente alla classe delle ossidoreduttasi, che catalizza la seguente reazione:
ipotaurina + H2O + NAD+ ⇄ taurina + NADH + H+
L'enzima è una molibdoemoproteina.